# Disgorge (группа, США)
См. также Disgorge (группа, Мексика).
Disgorge — группа из Калифорнии, США, играющая в жанре брутальный дэт-метал. Основана группа была в 1992 году.

## История группы
Группа была основана в 1992 году тремя участниками, Брайаном Угартечей, Тони Фрейтхофером и Рикки Майерсом. Их целью было создать одну из самых тяжёлых дэт-метал групп, которых было множество в Калифорнии.
В этом же году было выпущено их первое демо, Cognitive Lust of Mutilation. После этого года группа переехала в Сан-Диего и начала успешно выступать на андерграундной сцене.
Затем группа рассталась с вокалистом/басистом Брайном, и на его роль в группе пришли Матти Вай (вокал) и Эртс Флеси (бас).
Впоследствии группа написала новое демо, имеющее название 95 Demo. Число фанатов группы заметно выросло, и группа стала писать песни для первого лонгплея.
В 1997 году группу покинули Тони Фрейтхофером и Эртс Флеси, и в группе осталось только два её участника. Новые участники были найдены только в 1998 году, когда в группу пришли Диего Санчес (гитара) и Бен Марлин (бас) от другой андерграундной дэт-метал-группы Strangulation. После этого был подписан контракт с лейблом Unique Leader Records, и в ноябре 1999 года был выпущен первый лонгплей, She Lay Gutted.
После выпуска альбома группа много путешествовала с гастролями, включая не только США и Североамериканский континент, но и Европу, Южную Америку.
В 2001 году Матти Вай покинул группу, но группа быстро нашла замену — вокалистом стал А. Магана.
2 января 2008 года басист Бен Мерлин скончался от рака.

## Дискография

### Демо
- Cognitive Lust of Mutilation (1992)
- Demo 1995 (1995)
- Cranial Impalement (1996)

### Полноформатные альбомы
- Cranial Impalement (1999)
- She Lay Gutted (1999)
- Consume The Forsaken (2002)
- Parallels Of Infinite Torture (2005)